# آرثر جونز (منافس ألعاب قوى)
آرثر جونز (بالإنجليزية: Arthur Jones)‏ هو منافس ألعاب قوى بريطاني، ولد في 5 أكتوبر 1938.

## وصلات خارجية
- آرثر جونز على موقع أوليمبيديا (الإنجليزية)